# П/1-7 (печера)
П/1-7 — печера, розташована в гірському масиві Арабіка в Абхазії. Протяжність 480 м, проективна довжина 160 м, глибина 330 м, площа 370 м ², об'єм 4800 м ³, висота входу близько 2300 м.

## Складнощі проходження печери
За спортивною класифікацією печера відноситься до категорії 3А.

## Вміст печери
Вхід знаходиться в урочищі Чамхонія на захід від вершини Зонт. Шахта починається 23-метровим колодязем перетином 3×4 м, на краю каррового поля. Дно вхідного колодязя переходить в осип, що закінчується 10-метровим колодязем. Паралельно основному стовбуру йдуть дві широкі тріщини, змикаючись з ним в нижній частині. Далі є крута осип, що закінчується полицею і колодязем 20 м. У середній частині він сполучається з паралельним стовбуром, який закінчується бриловим навалом. З дна колодязя К-20 (-65 м) шахта розходиться в протилежних напрямках. У південно-західному напрямку осип переходить у 25-метровий колодязь, за яким йде ланцюжок уступів, закладених по вертикальній звуженій тріщині. Вона забита пробкою з глини і щебеню з вимитими з породи кременевими конкреціями (глибина 120 м). Через пробку фільтрує слабкий струмочок (менше 10 мл/с), що спливає з К-25. У північно-східному напрямку (з дна К-20 на глибині 65 м) порожнина розвивається серією колодязів і вузьких щілин між ними. Частини паралельних стовбурів колодязів. Закінчується глибовою пробкою на дні колодязів на глибині 330 м. Шахта закладена в шаруватих верхньоюрських вапняках. Її елементи розвиваються, головним чином, по тріщинах простягання 220°. Є обвальні, водні механічні (глина, галька) і нечисленні натічні відкладення. Обводненість шахти слабка.

## Історія дослідження
Виявлена і пройдена до дна по південно-західної гілці в 1968 р. спелеологами Красноярська і промаркована як С-115 (кер. В.Васкевіч). Повторно знайдена і досліджена в 1983–1985 рр.. спелеологами Перовського клубу туристів м. Москви (кер. А. І. Ігнатов).